# Kardynałowie z nominacji Grzegorza IX
Papież Grzegorz IX (1227–1241) mianował 10 nowych kardynałów na czterech konsystorzach:

## Nominacje 18 września 1227
1. Jean d’Abbeville, patriarcha Konstantynopola – kardynał biskup Sabiny, zm. 28 września 1237
2. Bartolomeo, biskup elekt Chalons-sur-Marne – kardynał prezbiter S. Pudenziana, zm. 15 marca 1231
3. Goffredo Castiglione, kanclerz archidiecezji mediolańskiej – kardynał prezbiter S. Marco, następnie kardynał biskup Sabiny (29 maja 1238); od 25 października 1241 papież Celestyn IV, zm. 10 listopada 1241
4. Sinibaldo Fieschi, wicekanclerz św. Kościoła Rzymskiego, subdiakon papieski, kanonik kapituły w Parmie – kardynał prezbiter S. Lorenzo in Lucina; od 25 czerwca 1243 papież Innocenty IV, zm. 7 grudnia 1254
5. Rainaldo Conti di Jenne, krewny papieża, kapelan i subdiakon papieski, kamerling – kardynał diakon S. Eustachio, następnie kardynał diakon S. Eustachio i biskup elekt Ostia e Velletri (1231), kardynał biskup Ostia e Velletri (1235); od 12 grudnia 1254 papież Aleksander IV, zm. 25 maja 1261
6. Ottone de Tonengo, kapelan papieski – kardynał diakon S. Nicola in Carcere, następnie kardynał biskup Porto e S. Rufina (28 maja 1244), zm. 1250

## Nominacja 9 czerwca 1229
1. Jacques de Vitry CanReg, biskup Akki – kardynał biskup Tusculum, zm. 1 maja 1240

## Nominacja 20 września 1231
1. Giacomo Pecoraria OCist, opat Trois-Fontaines – kardynał i biskup elekt Palestriny, następnie kardynał biskup Palestriny (1235), zm. 25 czerwca 1244

## Nominacje 29 maja 1238
1. Robert Somercote, subdiakon papieski, audytor litterarum contradictarum – kardynał diakon S. Eustachio, zm. 16 września 1241
2. Riccardo Annibaldi, krewny papieża – kardynał diakon S. Angelo, zm. 4 października 1276